# Шаньгима
Ша́ньгима — озеро в южной части Республики Карелия, в Пряжинском районе.

## Общие сведения
Котловина ледникового происхождения.
Озеро овальной формы. Приток через ручей из озера Пряжинское, сток через ручей Шаньга в реку Святрека.
Дно — серо-зелёный ил, в прибрежной зоне — грунты глинисто-песчаные. На озере два острова.
Высшая водная растительность представлена зарослями тростника и камыша вдоль берега.
В озере обитают плотва, окунь, щука, лещ, ёрш.